# Bertha Beckmann
Bertha Beckmann (1815–1901) fue la primera fotógrafa profesional alemana. 
Junto con su marido, abre un estudio en Leipzig en 1843 que dirigió hasta su muerte en 1847.

## Biografía
Nació en Cottbus, Brandenburg, Wehrnert Beckmann primero trabajó como peluquera en Dresde en 1839. Allí, en 1840,  conoció a su futuro marido Eduard Wehnert (1811–1847), un fotógrafo, quién le introdujo al daguerrotipo y al recientemente introducido proceso de coloreado de negativos de placa de vidrio dejando un ilimitado número de impresiones fotográficas. En 1843, junto a su marido,  abre un estudio en Leipzig, deviniendo la primera fotógrafa profesional alemana conocida. Después de la muerte de su marido en 1847,  continúa dirigiendo ella misma la empresa. 
En 1849,  viaja a los Estados Unidos donde abre varios estudios en Nueva York, primero en 62 White Street y más tarde en 385 Broadway. Durante su estancia en EE. UU.  recibe un diploma por su especial prestación como retratista fotográfica. Regresa a Leipzig en 1851 después de transferir su negocio de Nueva York a su hermano. En 1866, traslada su empresa a Leipzig, a la Elsterstraße donde tendrá varios empleados. Su estudio devenía uno de las lugares más destacados de la ciudad. Se retiró en 1883 a la edad de 68 años.

## Exposiciones
Wehnert-Beckmann fue una de los dos fotógrafos de Sajonia que expusieron en el 1854 Erste Allgemeine Deutsche Industrieausstellung (Primera Feria Industrial alemana) en Múnich donde mostró sus copias sobre papel además de sus daguerrotipos. Hoy su trabajo puede ser visto en el Museo de la Ciudad de Leipzig Stadtgeschichtliches Museum.

## Valoración

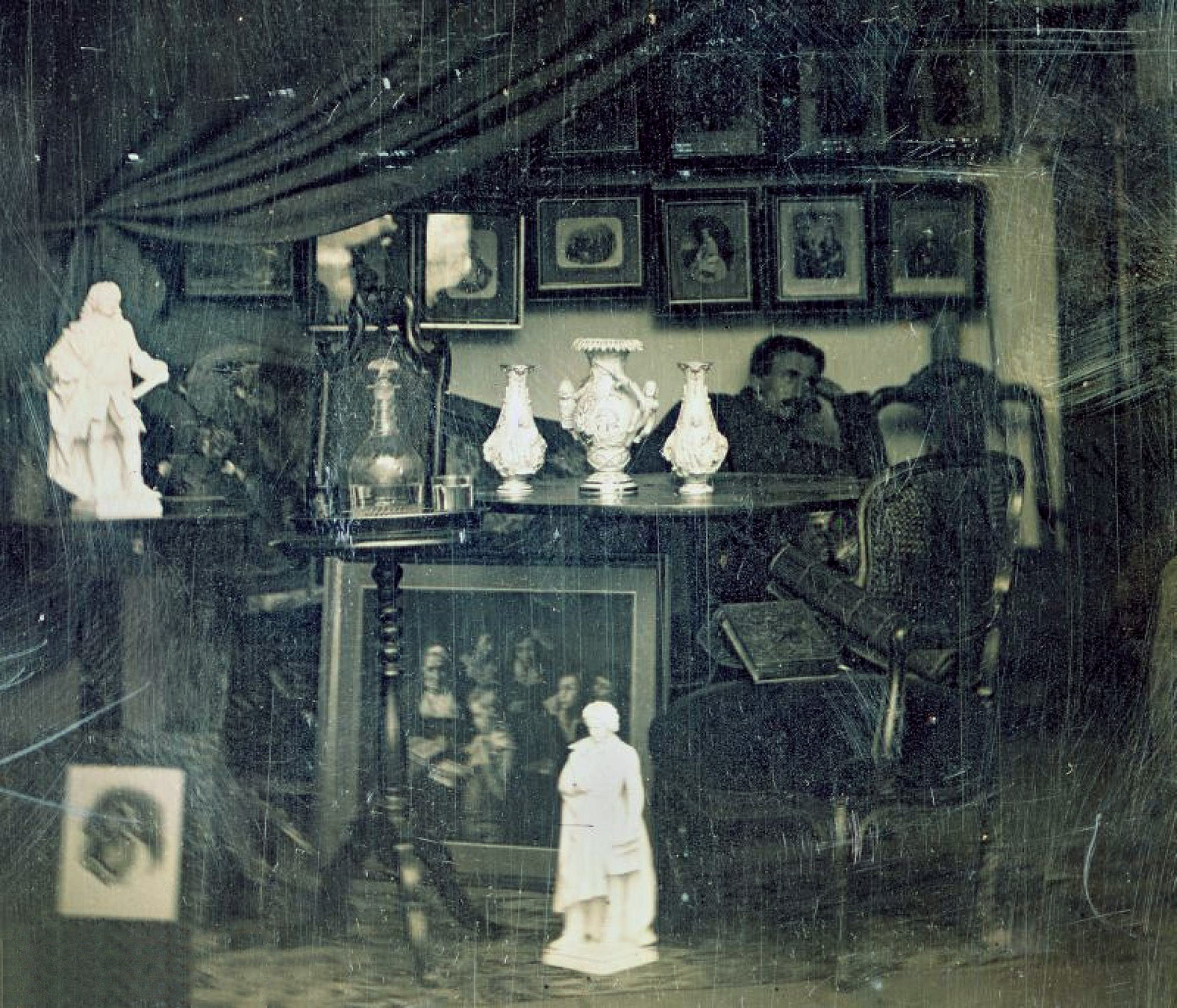
Una fotografía por Wehnert-Beckmann de su estudio c. 1850

Su trabajo combina una aproximación humana con niveles altos de calidad técnica y artística. Especializada en retratos, a mayoría de sus trabajos más impresionantes son aquellos de niños. Su interés en innovaciones técnicas, su uso de métodos publicitarios modernos y su sentido empresarial contribuyó a su éxito excepcional como fotógrafa.

## Literatura
- Jochen Voigt (u.a.) Der gefrorene Augenblick. Daguerreotypie in Sachsen 1839-1860, Chemnitz 2004, ISBN 978-3980887823

- Jochen Voigt A German Lady. Bertha Wehnert-Beckmann. Leben & Werk einer Fotografiepionierin. Ed. Mobilis, Chemnitz 2014, ISBN 978-3-9813691-2-0

- NN. Foto-Fieber. En: Arsprototo - magazin en Kulturstiftung der Länder 1/2015, p. 16.

- Wehnert-Beckmann, Bertha, geb. Beckmann In: Nicole Schönherr: Straßennamen in Dresden – Reine Männersache? (PDF; 219 kB) Landeshauptstadt Dresden. Der Oberbürgermeister, Gleichstellungsbeauftragte für Frau und Mann, Dresden 2005, p. 32